# Chov levharta mandžuského v Zoo Praha

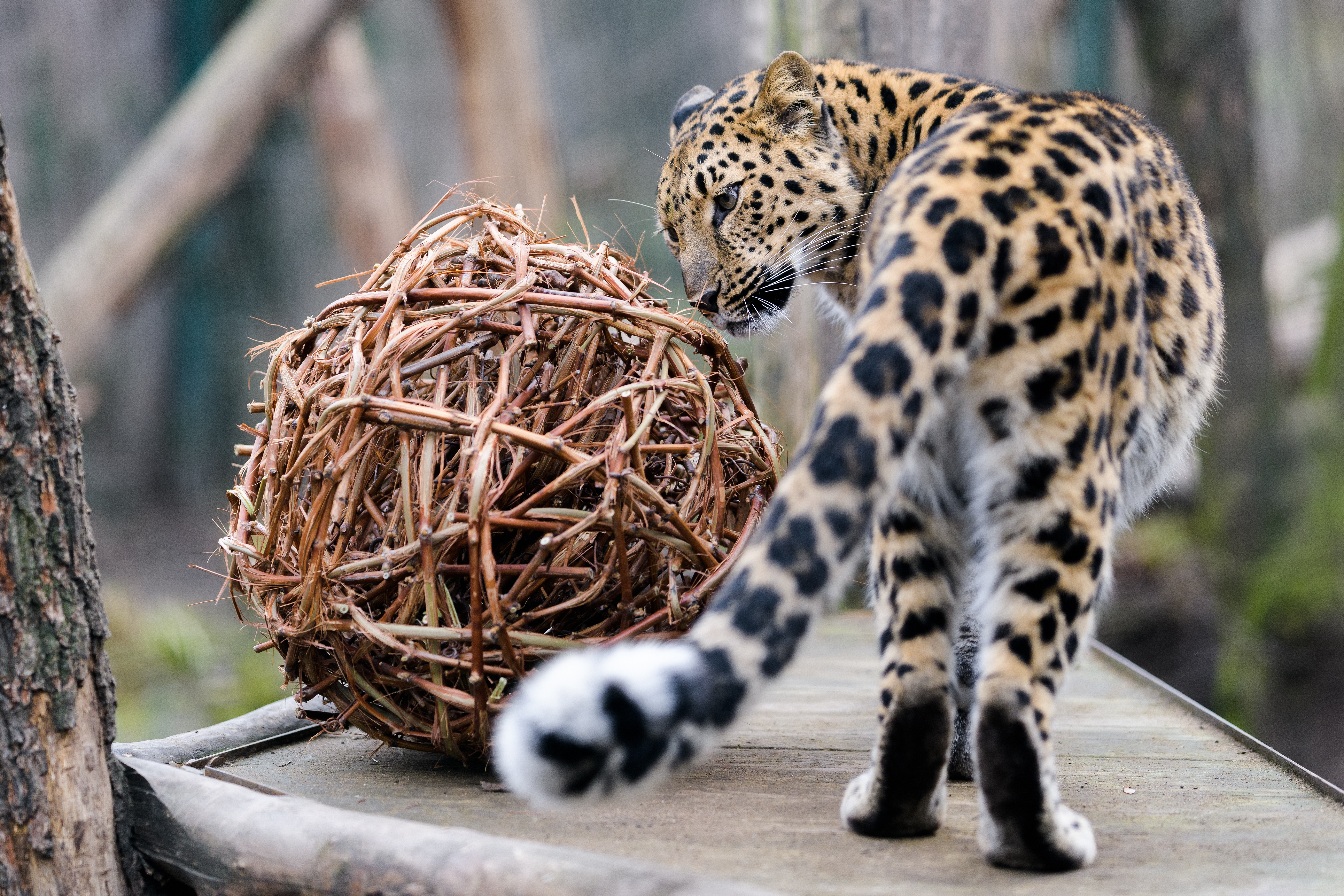
Enrichment u levhartů mandžuských, samice Khanka, Zoo Praha, 2019

Chov levharta mandžuského v Zoo Praha patří k nejtradičnějším chovům šelem v celé historii zoo. Pražský chov se řadí mezi nejvýznamnější mezi světovými zoologickými zahradami. Na konci roku 2000 byl čistokrevný levhart mandžuský chován pouze v šesti zoo světa v počtu 19 jedinců, z toho pět v Praze.

## Historie chovu

### Počátky
V Zoo Praha je tento poddruh chován s přestávkami od počátku 60. let 20. století. V roce 1961 byl jako první přivezen samec Miška, jenž byl dovezen z Ruska, z volné přírody. Následující chov a odchovy ovšem trpěly tím, že mláďata byla kříženci, nejednalo se tak o čistokrevné levharty mandžuské. V roce 1968 se totiž podařilo získat ze Zoo Tallinn samici Kateřinu, ale ukázalo se, že nejde o levharta mandžuského, nýbrž zřejmě levharta čínského. Miška uhynul v červnu 1976. Téhož roku byli přivezeni Tristan a Isolde, narození v Zoo Frankfurt v Německu.

### Velké změny v 90. letech 20. století
Soustavnější chov se datuje od roku 1992. Tehdy byla v souvislosti s novým pavilonem kočkovitých šelem přivezena hned čtyři zvířata. Samice Silka a samec Argony, dvojčata narozená v maďarské Zoo Szeged, starý samec ze Zoo Frankfurt a ze Zoo Lipsko samec Argun, rovněž narozený v Zoo Frankfurt. V letech 1992 a 1993 pak ještě byly díky tehdejšímu řediteli Zoo Praha Bohumilu Královi dovezeny dvě mladé samice Koryo a Kuli z Korey, což znamenalo významné genetické obohacení chovu tohoto vzácného levharta v Evropě. Roku 1993 se podařilo získat ze Zoo Moskva k samicím samce, který pocházel také z Korey. Počet levhartů mandžuských v Zoo Praha tehdy dosáhl čísla sedm. Na konci roku 1993 byl levhart z Frankfurtu vrácen do své mateřské zoo. V roce 1994 byli odvezeni Argun a Silka do Zoo Kaunas v Litvě. Samec Argony, původem z maďarského Szegedu, jel za novou partnerkou do Oakhill Center poblíž Oklahoma City v USA. V roce 1995 se podařilo získat ještě dva čistokrevné samce. Ze Zoo Helsinky byl dovezen samec Aga Khan, narozený v Zoo Lipsko, a rovněž samec Shelti ze Zoo Tallinn, narozený v Zoo Moskva. Celkem tak bylo v letech 1992 až 1995 získáno pět čistokrevných levhartů mandžuských. Na jaře 1996 došlo k prvnímu porodu. Mládě páru Kuli a Aga Khan se však nepodařilo odchovat.
První čistokrevná mláďata byla odchována v roce 1997 párem skládajícím se ze samice Kuli a samce Sheltiho. Jednalo se o Bogana a Borinu, tedy samce a samici. Roku 1999 přišel na svět samec pojmenovaný Plaváček, první mládě chovného samce Daniela. Na konci roku 2000 zoo chovala šest levhartů mandžuských.

### Od počátku nového tisíciletí

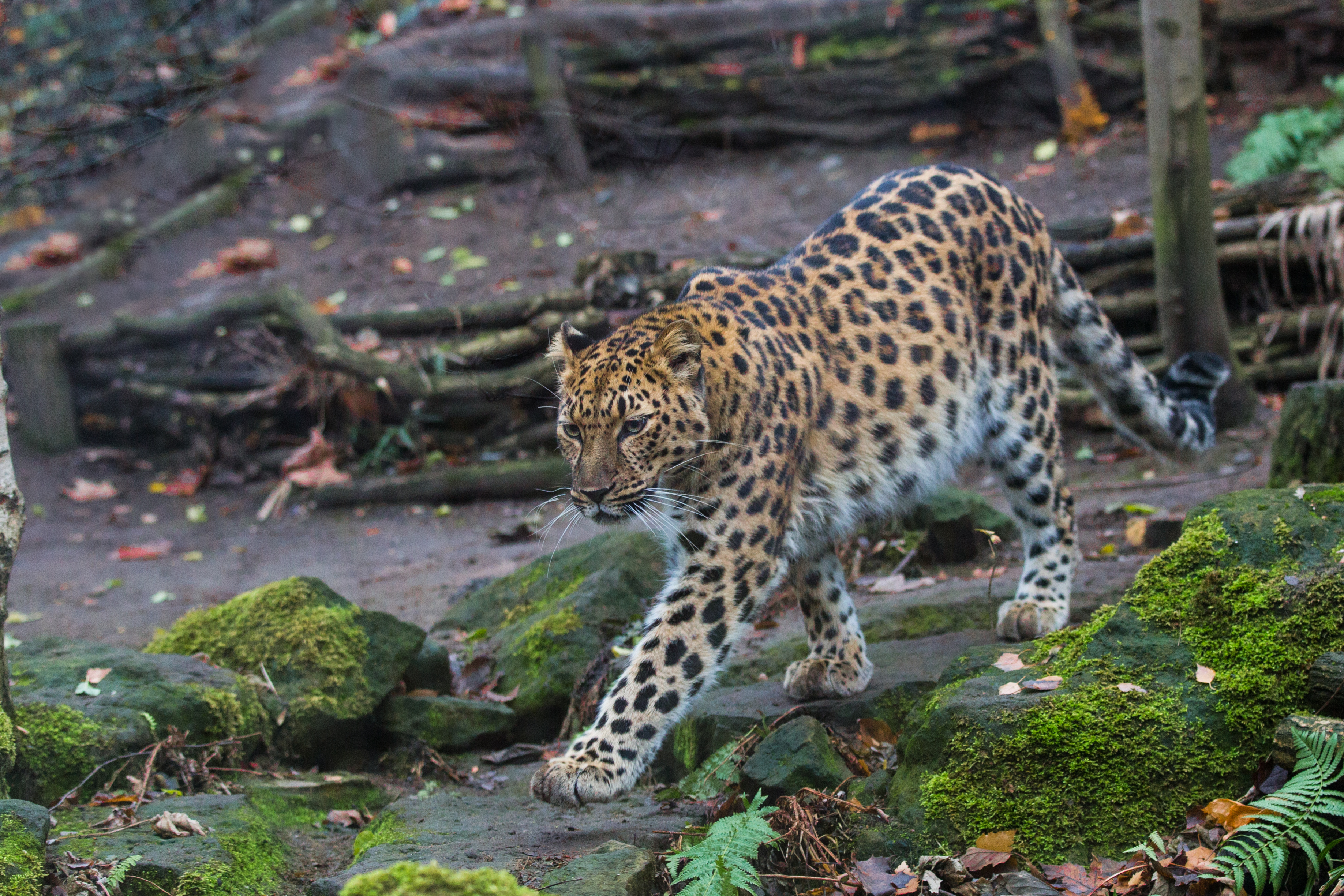
Levhart mandžuský v Zoo Praha

Počátek roku začal úhynem starého kocoura Sheltiho. V březnu 2001 se však také narodil sameček Edward, který byl v roce 2019 převezen do Zoo Olomouc. Jedná se o poslední Sheltiho mládě. V květnu 2001 se pak ještě narodila dvě mláďata v Zoo Olomouc, která byla počata v Praze. Rodiči těchto mláďat byli Daniel a samice Atas, která byla v Zoo Praha jen krátce a porodila až v Zoo Olomouc.
Přehled jedinců chovaných v červenci 2005, v době otevření současné expozice:
- Koryo (samice, příchod 1992 z KLDR)
- Kuli (samice, příchod 1993 z KLDR)
- Kon (samec, narozen 1994 v Zoo Rhenen v Nizozemsku, příchod 2004 ze Zoo Antwerpy v Belgii)
- Ája (samice, narozena 2003 v Zoo Olomouc, příchod 2005)
- „Hagen“ (samec, narozen 2004 v Serengeti Park Hodenhagen v Německu, příchod 2005)

25. listopadu 2013 se narodila trojčata. Úspěšného odchovu tehdy bylo dosaženo po třinácti letech. Rodiči dvou samců a jedné samice byli tehdy tříletá samice Khanka a čtyřletý samec Kirin (narozen roku 2009 v Zoo Ústí nad Labem). Ke konci roku 2018 byl chován pár těchto zvířat. Kurátor Dr. Pavel Brandl je členem komise evropského záchovného programu (EEP) pro tento poddruh. Do současnosti se podařilo odchovat sedm mláďat.

## Expozice
Levhart mandžuský je k vidění v expozici v horní části zoo v rámci expozičního celku Severský les. K zahájení výstavby došlo 1. září 2004 a k dokončení v červnu 2005. Expozice byla následně slavnostně otevřena v sobotu 23. července 2005, a to za účasti zpěvačky a herečky Zory Jandové. Zpočátku expozici obývala pouze samice Koryo. Na vybudované zázemí a ubikaci navazuje expoziční voliéra se čtyřmi vodními plochami, přibližně obdélníková expozice nabývá rozměrů 11,2 x 17,8 m. Výška oplocení činí 5,5 m. Před výstavbou této expozice žili levharti mandžuští v pavilonu šelem v dolní části zoo.